# 静岡県道381号島田岡部線
静岡県道381号島田岡部線（しずおかけんどう381ごう しまだおかべせん）は、静岡県島田市佐夜鹿から藤枝市岡部町内谷に至る一般県道。

## 概要

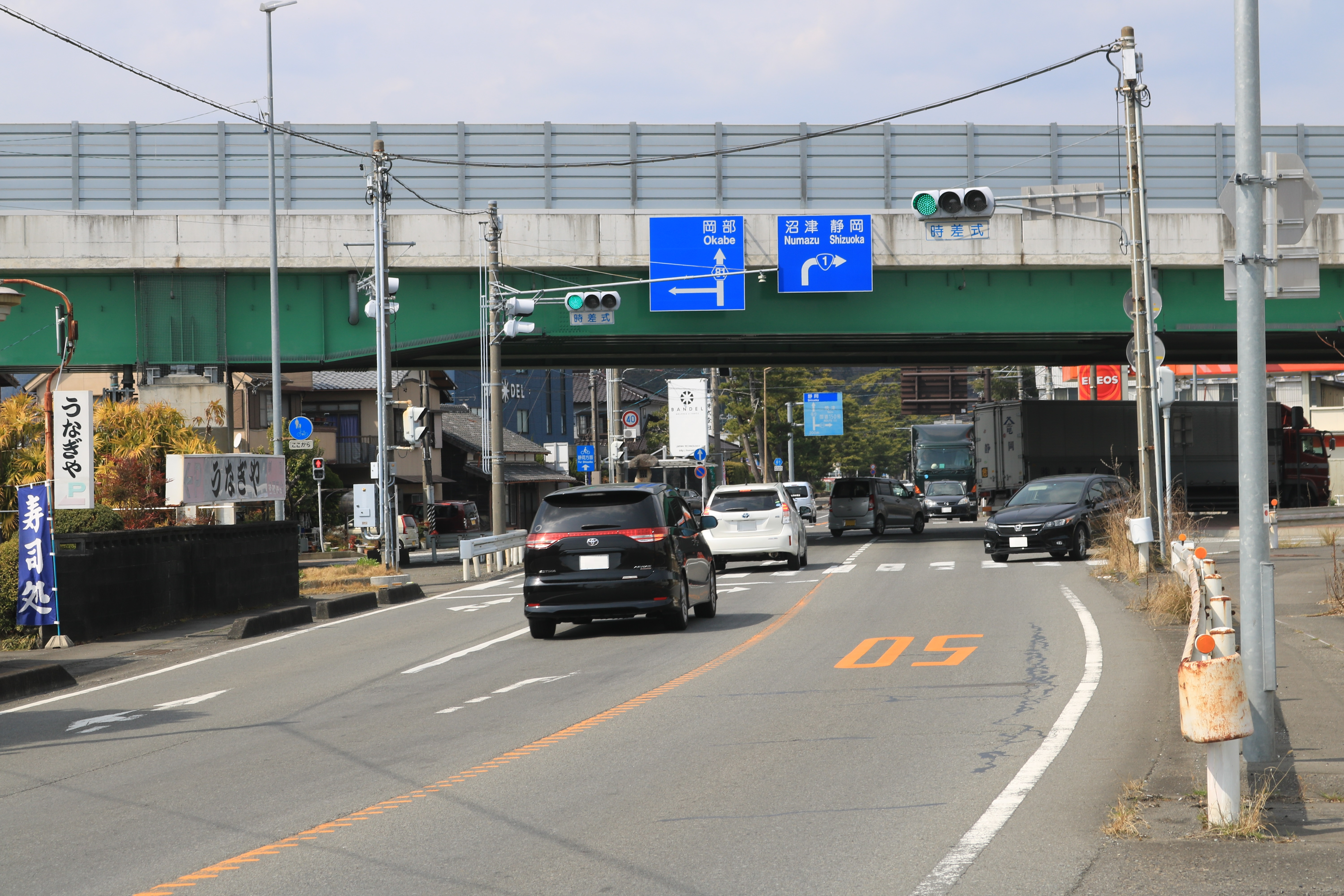
静岡県道381号島田岡部線の終点、国道1号（内谷インターチェンジ）と静岡県道81号焼津森線との接続部、藤枝市岡部町内谷にて

国道1号の一部区間であったが、1980年（昭和55年）11月の国道1号島田金谷バイパス開通に伴い、島田市中央町から同市佐夜鹿までの区間が1982年（昭和57年）3月31日に静岡県道381号島田金谷線に指定された。

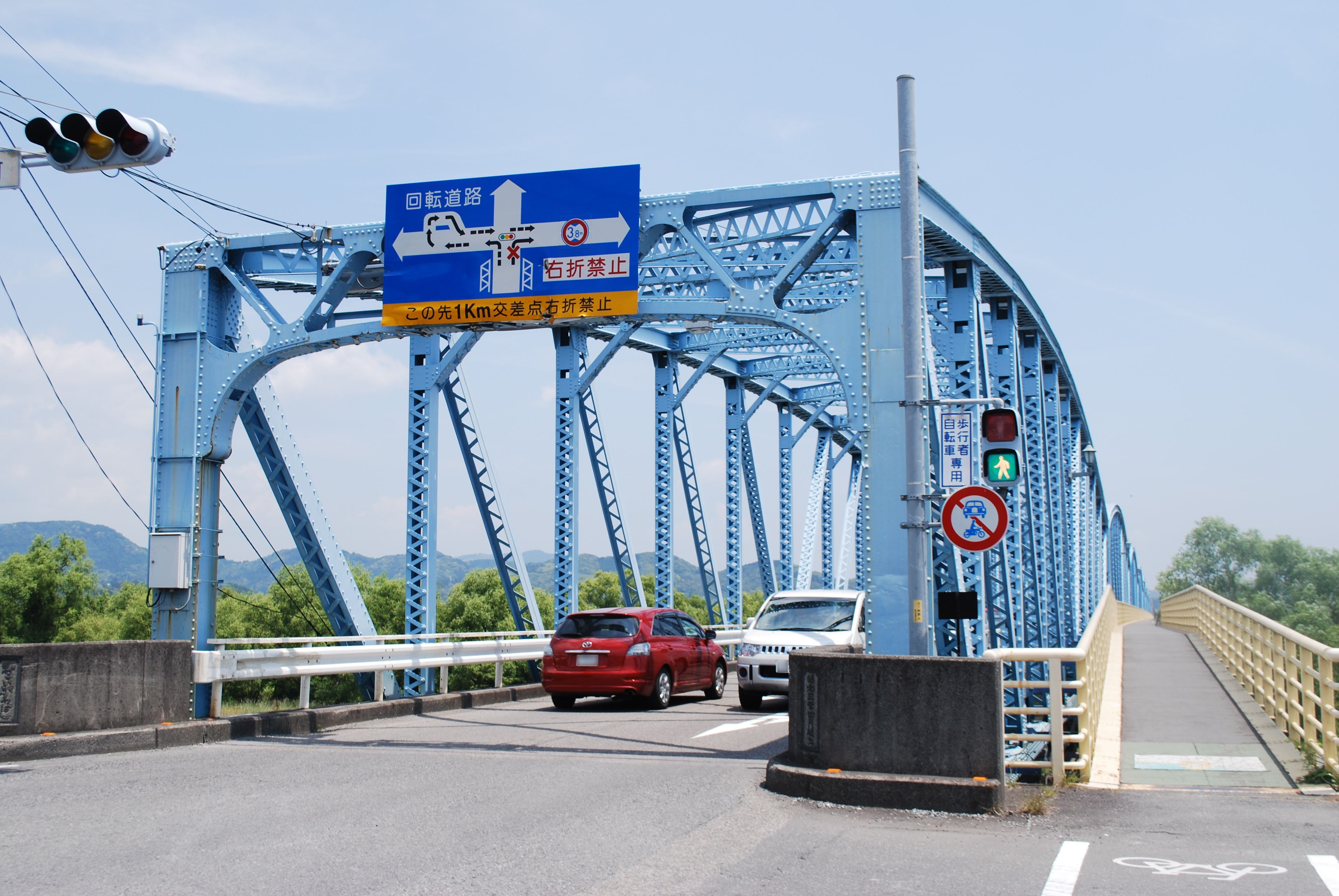
大井川橋

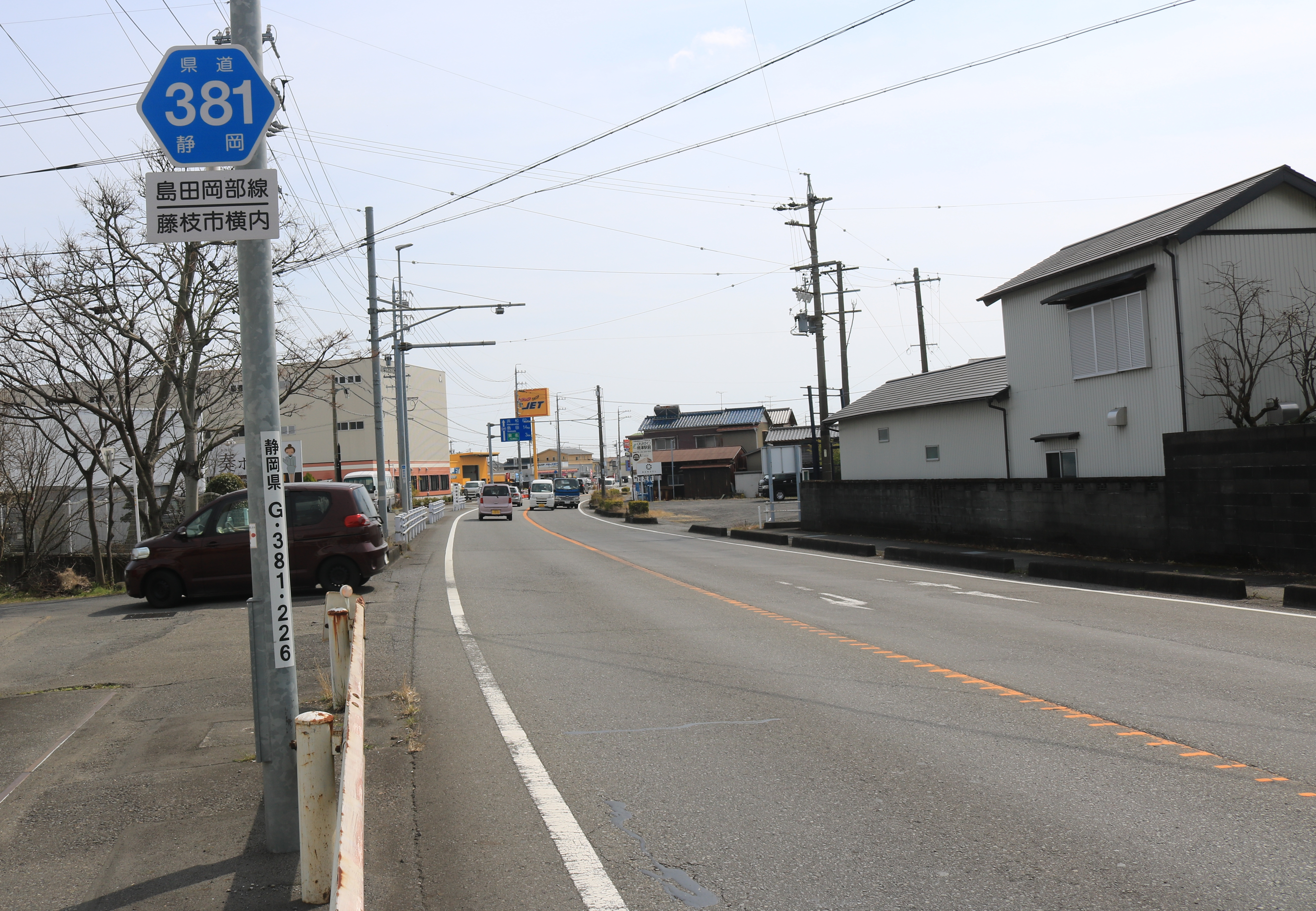
静岡県道381号島田岡部線、藤枝市横内にて

2015年（平成27年）4月1日に国道1号のうち内谷新田交差点-大津通り交差点の区間（藤枝バイパスの現道区間）が県道381号に指定変更され、島田岡部線に改称された。

### 路線データ
- 陸上距離：22.733km
- 起点：島田市佐夜鹿（国道1号現道交点・小夜の中山トンネル東側約150m）
- 終点：藤枝市岡部町内谷（国道1号現道交点・岡部バイパス藤枝バイパス内谷インターチェンジ）

## 地理
旧東海道を並行するように通っており（一部重複）、途中に大井川橋（約1km）がある。
（国道1号の日坂からの区間と）起点から金谷駅付近までは、旧東海道（難所である牧之原台地と小夜の中山の峠越え）の迂回路として1880年（明治13年）に開通した中山新道（なかやましんどう）である。その後、1961年（昭和36年）までに拡幅・舗装などの整備が行なわれた。
島田市の島田高校入口交差点から御仮屋交差点までは、旧東海道（島田宿）の迂回路として1951年（昭和26年）に竣工（当時は国道1号のため「新国道」と呼ばれた）、1956年（昭和31年）5月に市内の舗装工事が完了した。藤枝市内の国道1号（当時）は1957年（昭和32年）4月に開通。
島田岡部線を横切る大井川鐵道新国道踏切（大井川本線 新金谷 - 代官町間）は1962年（昭和37年）11月に交通信号機が設置され、日本初の信号機付き踏切となった。

## 接続する道路
- 国道1号
- 静岡県道234号吉沢金谷線
- 国道473号
- 静岡県道342号河原大井川港線
- 静岡県道34号島田吉田線
- 静岡県道64号島田川根線
- 静岡県道55号島田停車場線（大津通り交差点 − 中央町交差点間は重複）
- 静岡県道217号伊久美元島田線
- 静岡県道227号島田大井川線
- 静岡県道222号上青島焼津線
- 静岡県道216号堀之内青島線
- 静岡県道356号善左衛門藤枝停車場線
- 静岡県道225号藤枝停車場線
- 静岡県道33号藤枝大井川線
- 静岡県道215号伊久美藤枝線
- 静岡県道224号大富藤枝線
- 静岡県道30号焼津藤枝線
- 静岡県道208号藤枝静岡線
- 静岡県道81号焼津森線

## 回転道路
北緯34度50分08.8秒 東経138度08分56.0秒 / 北緯34.835778度 東経138.148889度座標: 北緯34度50分08.8秒 東経138度08分56.0秒 / 北緯34.835778度 東経138.148889度
大井川にかかる大井川橋には右折レーンが無く、橋東側では堤防沿いの静岡県道342号河原大井川港線へ右折する車両のために慢性的な渋滞に悩まされていた。鉄橋である大井川橋の改良工事には莫大な費用が予想されていたが、2006年（平成18年）3月、橋東側に回転道路をつけるという解決策でコストを大幅に削減した。